# V Column
V Column – trzeci album studyjny polskiej grupy muzycznej Grimlord. Wydawnictwo ukazało się w 2012 roku nakładem wytwórni muzycznej TH Promotion oraz Legacy Records. Nagrania zostały zarejestrowane na przełomie kwietnia i grudnia 2010 roku w Sonic Loft Studio. 

## Lista utworów
Opracowano na podstawie materiału źródłowego.
1. "Fifth Column" (sł. Barth La Picard, muz. Barth La Picard) – 03:02
2. "Mass Delusions & Hysterias" (sł. Barth La Picard, muz. Barth La Picard) – 03:27
3. "Prolegomena" (muz. Barth La Picard) – 01:51
4. "Posthumous Coronation" (sł. Barth La Picard, muz. Barth La Picard) – 03:37
5. "King Is Dead ..." (sł. Barth La Picard, muz. Barth La Picard) – 03:40
6. "Dead Bodies Don't Swim" (sł. Barth La Picard, muz. Barth La Picard) – 01:22
7. "Faithful Avenger Till The Remainder" (sł. Barth La Picard, muz. Barth La Picard) – 04:09
8. "March Again" (sł. Barth La Picard, muz. Barth La Picard) – 03:15
9. "Superconscious" (sł. Barth La Picard, muz. Barth La Picard) – 02:19
10. "Widerstand 17" (sł. Barth La Picard, muz. Barth La Picard) – 04:00

## Twórcy
Opracowano na podstawie materiału źródłowego.
| - Bartosz Źrebiec "Barth La Picard" – gitara, wokal - Rafał Kowalski "Ryshak" – gitara - Piotr Seredyński "Irass" – gitara basowa - Kacper Stachowiak "Caspero" – perkusja - Rafał Krent "Leviathan" – gitara basowa – sesja zdjęciowa | - Paweł Jakubowski – inżynieria dźwięku - Michał Loranz – okładka, oprawa graficzna - Michal Sachajko Makro Market 2000 – druk - Łukasz Stelczyk – fotograf |